# Союз (США)

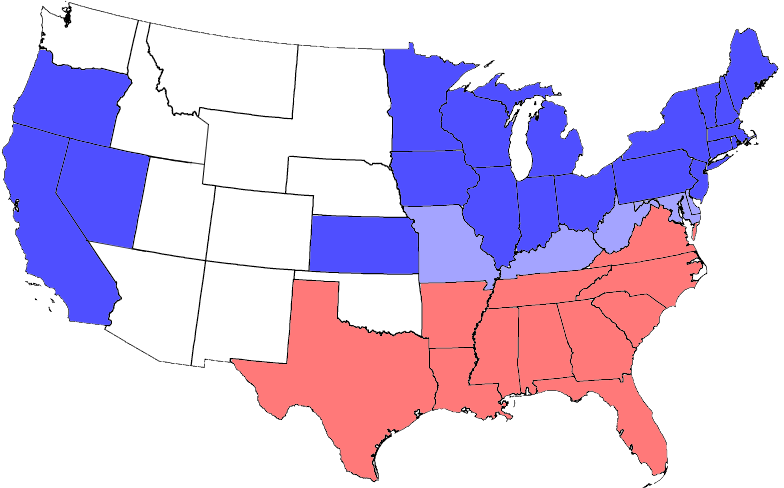
Поділ штатів під час Громадянської війни:
штати Союзу (зокрема ті, що приєдналися в ході війни)
штати Союзу, які дозволяли рабство (т. зв. прикордонні штати)
штати Конфедерації
території без статусу штату

Союз (англ. Union) у США періоду Громадянської війни — федерація 24 північних штатів, що протистояли південним Конфедеративним штатам Америки. Нині цю назву вживають рідше, хоча в сучасній англійській мові збереглася назва доповіді президента «Послання про становище в Союзі» (англ. State of the Union message).
Хоча федерація об'єднувала також низку західних штатів (Каліфорнія, Орегон, Невада), а також штати Середнього Заходу, штати Союзу часто називають просто Північ (англ. the North) — як у ті часи, так і нині. Наприклад, 2-й розділ книги К. Маля «Громадянська війна в США» має назву «Армії Півночі та Півдня».

## Штати Союзу
- Айова
- Вермонт
- Вісконсин
- Делавер
- Західна Вірджинія
- Іллінойс
- Індіана
- Каліфорнія
- Канзас
- Кентуккі
- Коннектикут
- Массачусетс
- Міннесота
- Міссурі
- Мічиган
- Мен
- Меріленд
- Невада
- Нью-Джерсі
- Нью-Йорк
- Нью-Гемпшир
- Огайо
- Орегон
- Пенсільванія
- Род-Айленд

## Історія

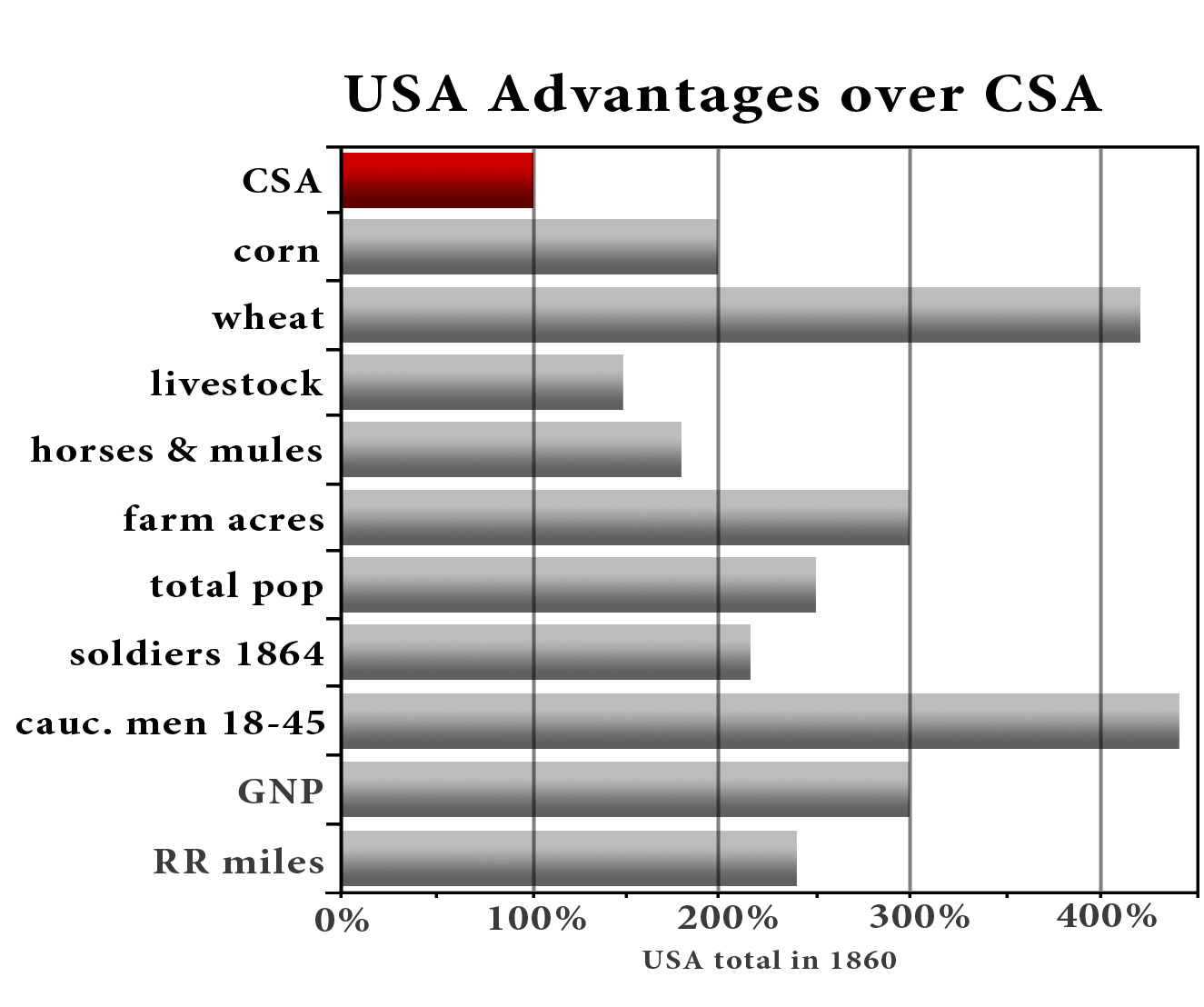
Перевага економіки Союзу перед Конфедерацією, 1860

На відміну від Конфедерації, Союз мав більшу промислово розвинену та урбанізовану територію (північний схід) і передовіші транспортні та фінансові системи, ніж аграрний Південь. На початок Громадянської війни співвідношення трудових ресурсів було 5 до 2 на користь Союзу. До початку війни Конфедерація скорочувала і втрачала контроль над збільшенням кількості ресурсів і населення, тоді як Союз нарощував свою потенційну перевагу, що зумовило його перемогу над Конфедерацією. Але при цьому Союзу знадобилося багато часу, щоб мобілізувати свої ресурси.